# Tout peut changer (film)
Pour l’article homonyme, voir Tout peut changer.
Pour plus de détails, voir Fiche technique et Distribution.
Tout peut changer (This Changes Everything) est un film documentaire américano-canadien réalisé par Avi Lewis (en), sorti en 2015. C'est l'adaptation cinématographique du livre Tout peut changer de Naomi Klein.
Le film donne notamment la parole a des militants écologistes au Canada, aux États-Unis, en Grèce, en Inde et en Chine.